# Penny Fuller
Penelope Ann "Penny" Fuller (Lumberton, 21 de julho de 1940) é uma atriz estadunidense. Ela recebeu duas indicações ao Tony Award por suas performances no palco da Broadway: em Applause e The Dinner Party.